# Paul Armagnac
Paul Armagnac (ur. 30 listopada 1923 roku w Nogaro, zm. 22 października 1962 roku w Linas-Montlhéry) – francuski kierowca wyścigowy.

## Kariera
W wyścigach samochodowych Armagnac startował głównie w wyścigach zaliczanych do klasyfikacji Mistrzostw Świata Samochodów Sportowych. W latach 1955-1962 Francuz pojawiał się w stawce 24-godzinnego wyścigu Le Mans. Pierwszy raz dojechał do mety w 1956 roku w klasie S 750, kiedy to odniósł zwycięstwo w swojej klasie, a w klasyfikacji generalnej był dziesiąty. Trzy lata później był drugi w klasie GT 650. W sezonie 1960 stanął na najwyższym stopniu podium klasy S 850, a dwa lata później był drugi w E 850.

## Śmierć
Armagnac zginął 22 października 1962 roku podczas treningu przed wyścigiem 1000 km Paris. Jego pamięci poświęcono tor wyścigowy w jego rodzinnej miejscowości Nogaro, nadając mu jego imię (Circuit Paul Armagnac).